# Mariano Azuela
Mariano Azuela González (1. ledna 1873 Lagos de Moreno – 1. března 1952 Ciudad de México) byl mexický spisovatel.
Vystudoval medicínu na Guadalajarské univerzitě, literární práce začal publikovat v roce 1896. Patřil k odpůrcům režimu Porfiria Díaze a zapojil se do mexické revoluce. Působil jako lékař v jednotkách Juliana Mediny, který byl spojencem Pancha Villy, a po jeho porážce odešel do exilu v USA, kde napsal svůj nejslavnější román Vojáci bídy (Los de Abajo), rozsáhlou emotivně pojatou kroniku revolučních bojů na venkově. Kniha byla přeložena do řady jazyků včetně češtiny a také dvakrát zfilmována.
V roce 1917 se vrátil do Mexika a působil jako státní úředník. Deziluze z nového režimu se odrazila v sarkastickém tónu jeho knih z tohoto období, později se vrátil k medicínské praxi. Věnoval se próze, dramatu i literární kritice, ve svých pozdních dílech se zaměřil na formální experimenty.
V roce 1942 se stal laureátem mexické Státní ceny za literaturu a v roce 1949 získal Státní cenu za vědu a umění.